# Dynamic Source Routing
Dynamic Source Routing (DSR) ist ein Routing-Protokoll für Wireless mesh network. Es ist ähnlich dem AODV-Protokoll, da die Routen erst dann gesucht werden, wenn ein Computer einen konkreten Verbindungswunsch hat (reaktives Routen).
Eine bemerkenswerte Optimierung von DSR ist, dass die Computer, welche die Nutzdaten weiterleiten, keine Routingtabellen haben müssen. Stattdessen wird eine Liste aller Zieladressen in jedes Paket gepackt. Dies klingt im ersten Moment umständlich, verringert jedoch die Notwendigkeit der weiterleitenden Rechner, immer aktuelle Routingtabellen zu haben. Dies verringert die Übertragung von Routingdaten wesentlich und die weiterleitenden Computer können einfacher aufgebaut sein (geringere Hardwareanforderung) und müssen auch keine großen Speicher für die Routingtabellen besitzen.
Teilnehmer belauschen den lokalen Netzwerkverkehr, um weitere Routinginformationen zu bekommen. Dies ist möglich, da in jeder übertragenen Nachricht eine Liste mit Adressen anderer Knoten steckt. Darüber hinaus erkennen sie Routenanfragen, Routenfehler und Informationen anderer Rechner. Diese können sie später selbst verwenden.
DSR hat ein ähnliches Protokoll zum Auffinden von Routen wie AODV. In kleinen, weniger ausgelasteten Funknetzwerken haben die beiden Protokolle ein ähnliches Performance-Verhalten. Ist die Auslastung dagegen höher, verursacht DSR nur etwa 1/3 des Datenaufkommens. Die DSR-Knoten bekommen sehr viele Informationen durch das Belauschen des Netzwerkverkehrs und müssen so das Netz mit weniger eigenen Routenwünschen belasten.
Auf der anderen Seite verursacht das Belauschen das Problem, dass viele Informationen gesammelt werden und ältere – nicht mehr aktuelle – Informationen erkannt und aus den Routingtabellen entfernt werden müssen.